# Pterocheilus cyathopus
Pterocheilus cyathopus är en stekelart som beskrevs av Richard Mitchell Bohart 1940. Pterocheilus cyathopus ingår i släktet palpgetingar, och familjen Eumenidae. Inga underarter finns listade i Catalogue of Life.